# Чиле на Светском првенству у атлетици у дворани 2018.
Чиле је учествовао на 17. Светском првенству у атлетици у дворани 2018. одржаном у Бирмингему од 1. до 4. марта. У свом шестанестом учествовању репрезентацију Чилеа представљала је 1 атлетичарка која се такмичила у трци на 60 метара.,
На овом првенству такмичарка из Чилеа није освојила ниједну медаљу нити је остварила неки резултат.

## Учесници
Жене:
- Исидора Хименез — 60 м

## Резултати

### Жене
| Атлетичар       | Дисциплина | Лични рекорд | Квалификације | Квалификације | Полуфинале            | Полуфинале            | Финале                | Финале  | Детаљи |
| Атлетичар       | Дисциплина | Лични рекорд | Резултат      | Место         | Резултат              | Место                 | Резултат              | Место   | Детаљи |
| --------------- | ---------- | ------------ | ------------- | ------------- | --------------------- | --------------------- | --------------------- | ------- | ------ |
| Исидора Хименез | 60 м       | 7,29         | 7,38          | 6. у гр. 2    | Није се квалификовала | Није се квалификовала | Није се квалификовала | 32 / 47 |        |